# Éric Chelle
Éric Chelle (Abidjan, 11 novembre 1977) è un allenatore di calcio ed ex calciatore maliano con cittadinanza francese, di ruolo difensore, commissario tecnico della nazionale nigeriana.

## Statistiche

### Statistiche da allenatore

#### Nazionale maliana
Statistiche aggiornate al 19 ottobre 2022.
| Squadra | Naz             | dal           | al       | Record | Record | Record | Record     | Record | Record | Record | Record |
| G       | V               | N             | P        | GF     | GS     | DR     | % Vittorie |        |        |        |        |
| ------- | --------------- | ------------- | -------- | ------ | ------ | ------ | ---------- | ------ | ------ | ------ | ------ |
| Mali    | Mali (bandiera) | 6 maggio 2022 | in corso | 16     | 11     | 4      | 1          | 34     | 9      | +25    | 68,75  |

#### Nazionale maliana nel dettaglio
| 2022           | Mali        | Qual. Coppa d'Africa 2023 | 1° nel gruppo G, qualificato | 2  | 2  | 0 | 0 | 100,00& | 7  | 1 | +6  |
| 2023           | Mali        | Qual. Coppa d'Africa 2023 | 1° nel gruppo G, qualificato | 4  | 3  | 0 | 1 | 75,00   | 8  | 1 | +7  |
| nov. 2023      | Mali        | Qual. Mondiali 2026       | nel gruppo I                 | 2  | 1  | 1 | 0 | 50,00   | 4  | 2 | +2  |
| gen.-feb. 2024 | Mali        | Coppa d'Africa 2023       | nel gruppo E                 | 2  | 1  | 1 | 0 | 50,00   | 3  | 1 | +2  |
| Dal 2022       | Mali        | Amichevoli                |                              | 6  | 4  | 2 | 0 | 66,67   | 12 | 4 | +8  |
| Totale Mali    | Totale Mali | Totale Mali               | Totale Mali                  | 16 | 11 | 4 | 1 | 68,75   | 34 | 9 | +25 |

#### Panchine da commissario tecnico della nazionale maliana
| Cronologia completa delle presenze e delle reti in nazionale ― Mali | Cronologia completa delle presenze e delle reti in nazionale ― Mali | Cronologia completa delle presenze e delle reti in nazionale ― Mali | Cronologia completa delle presenze e delle reti in nazionale ― Mali | Cronologia completa delle presenze e delle reti in nazionale ― Mali | Cronologia completa delle presenze e delle reti in nazionale ― Mali | Cronologia completa delle presenze e delle reti in nazionale ― Mali              | Cronologia completa delle presenze e delle reti in nazionale ― Mali |
| Data                                                                | Città                                                               | In casa                                                             | Risultato                                                           | Ospiti                                                              | Competizione                                                        | Reti                                                                             | Note                                                                |
| ------------------------------------------------------------------- | ------------------------------------------------------------------- | ------------------------------------------------------------------- | ------------------------------------------------------------------- | ------------------------------------------------------------------- | ------------------------------------------------------------------- | -------------------------------------------------------------------------------- | ------------------------------------------------------------------- |
| 4-6-2022                                                            | Bamako                                                              | Mali                                                                | 4 – 0                                                               | Rep. del Congo                                                      | Qual. Coppa d'Africa 2023                                           | Mohamed Camara 2 El Bilal Touré Kalifa Coulibaly                                 | Cap: H.Traoré                                                       |
| 9-6-2022                                                            | Entebbe                                                             | Sudan del Sud                                                       | 1 – 3                                                               | Mali                                                                | Qual. Coppa d'Africa 2023                                           | Mohamed Camara Sekou Koita Aliou Dieng                                           | Cap: H.Traoré                                                       |
| 23-9-2022                                                           | Bamako                                                              | Mali                                                                | 1 – 0                                                               | Zambia                                                              | Amichevole                                                          | El Bilal Touré                                                                   | Cap: H.Traoré                                                       |
| 16-11-2022                                                          | Baraki                                                              | Algeria                                                             | 1 – 1                                                               | Mali                                                                | Amichevole                                                          | Massadio Haidara                                                                 | Cap: H.Traoré                                                       |
| 24-3-2023                                                           | Bamako                                                              | Mali                                                                | 2 – 0                                                               | Gambia                                                              | Qual. Coppa d'Africa 2023                                           | Kamory Doumbia Adama Traoré                                                      | Cap: H.Traoré                                                       |
| 28-3-2023                                                           | Casablanca                                                          | Gambia                                                              | 1 – 0                                                               | Mali                                                                | Qual. Coppa d'Africa 2023                                           | -                                                                                | Cap: D.Samassekou                                                   |
| 18-6-2023                                                           | Brazzaville                                                         | Rep. del Congo                                                      | 0 – 2                                                               | Mali                                                                | Qual. Coppa d'Africa 2023                                           | Ibrahima Koné Dorgeles Nene                                                      | Cap: H.Traoré                                                       |
| 8-9-2023                                                            | Bamako                                                              | Mali                                                                | 4 – 0                                                               | Sudan del Sud                                                       | Qual. Coppa d'Africa 2023                                           | Ibrahima Koné 2 Kamory Doumbia Dorgeles Nene                                     | Cap: H.Traoré                                                       |
| 12-9-2023                                                           | Abidjan                                                             | Costa d'Avorio                                                      | 0 – 0                                                               | Mali                                                                | Amichevole                                                          | -                                                                                | Cap: H.Traoré                                                       |
| 13-10-2023                                                          | Bamako                                                              | Mali                                                                | 1 – 0                                                               | Uganda                                                              | Amichevole                                                          | Lassine Sinayoko (rig.)                                                          | Cap: F.Sacko                                                        |
| 17-10-2023                                                          | Portimao                                                            | Arabia Saudita                                                      | 1 – 3                                                               | Mali                                                                | Amichevole                                                          | Moussa Doumbia Hamari Traoré Lassine Sinayoko                                    | Cap: H.Traoré                                                       |
| 17-11-2023                                                          | Bamako                                                              | Mali                                                                | 3 – 1                                                               | Ciad                                                                | Qual. Mondiali 2026                                                 | Kamory Doumbia Youssoufou Niakate Ibrahima Sissoko                               | Cap: H.Traoré                                                       |
| 20-11-2023                                                          | Bamako                                                              | Mali                                                                | 1 – 1                                                               | Rep. Centrafricana                                                  | Qual. Mondiali 2026                                                 | Kamory Doumbia                                                                   | Cap: H.Traoré                                                       |
| 6-1-2024                                                            | Bamako                                                              | Mali                                                                | 6 – 2                                                               | Guinea-Bissau                                                       | Amichevole                                                          | Youssoufou Niakate Lassana Coulibaly Kamory Doumbia 2 Dorgeles Nene Falaye Sacko | Cap: F.Sacko                                                        |
| 16-1-2024                                                           | Korhogo                                                             | Mali                                                                | 2 – 0                                                               | Sudafrica                                                           | Coppa d'Africa 2023 - 1º turno                                      | Hamari Traoré Lassine Sinayoko                                                   | Cap: H.Traoré                                                       |
| 20-1-2024                                                           | Korhogo                                                             | Tunisia                                                             | 1 – 1                                                               | Mali                                                                | Coppa d'Africa 2023 - 1º turno                                      | Lassine Sinayoko                                                                 | Cap: H.Traoré                                                       |
| Totale                                                              |                                                                     | Presenze                                                            | 16                                                                  |                                                                     | Reti                                                                | 34                                                                               |                                                                     |

## Palmarès

### Club

#### Competizioni nazionali
- Championnat National: 1

Valenciennes: 2004-2005
- Ligue 2: 2

Valenciennes: 2005-2006
Lens: 2008-2009